# Flughafen Man Maya

i7
i11
i13
Der Flughafen Man Maya (Nepali मन माया विमानस्थल,  auch Khanidanda Airport, ICAO-Code: VNKD) ist ein nationaler Flughafen rund fünf Kilometer südsüdöstlich der Stadt Diktel, der Hauptstadt des Khotang Distriktes in Nepal.

## Allgemeines
Der Flughafen hat eine 590 m lange, asphaltierte Start- und Landebahn, auf der nur Kleinflugzeuge landen können. Bis 2015 bestand der Bahnbelag nur aus Schotter, sodass in der Regenzeit der Betrieb beeinträchtigt war. Der Umbau kostete 70 Millionen Nepalesische Rupien.

## Fluggesellschaften und Ziele
Zurzeit wird der Flughafen nicht im Linienbetrieb angeflogen. Allerdings haben Tara Air und Simrik Airlines angekündigt, den Flugbetrieb am Flughafen wieder aufzunehmen.